# Sport Club Internacional (femenino)
El Sport Club Internacional es un club de fútbol femenino del municipio de Porto Alegre, Brasil. Fundado en 1983, es la sección femenina del club homónimo.
Desde la temporada 2019 juega en el Campeonato Brasileño de Fútbol Femenino, primera división del país, además disputa el Campeonato Gaúcho.

## Historia
La sección femenina inició sus actividades en 1983, y ganó las primeras dos ediciones del Campeonato Gaúcho en 1983 y 1984, luego el campeonato fue suspendido entre 1985 y 1996.
Tras el regreso del Gaucho, Internacional ganó cinco nuevos títulos estaduales, hasta 2011 cuando club cesó las actividades.
La rama femenina del club regresó en 2017. En 2019 fue promovido al Campeonato Brasileño de Fútbol Femenino.

## Entrenadores
- Tatiele Silveira (2017–diciembre de 2018)[7]
- Maurício Salgado (2019–julio de 2023)[8][9]
- Lucas Piccinato (julio de 2023–noviembre de 2023)[10][11]
- Brenno Basso (noviembre de 2023–marzo de 2024)[11][12]
- David da Silva y  Wilson Souza (interino- marzo de 2024)[12]
- Jorge Barcellos (marzo de 2024–presente)[4]

## Palmarés
| Competición nacional                    | Títulos                                                                | Subcampeonatos   |
| --------------------------------------- | ---------------------------------------------------------------------- | ---------------- |
| Campeonato Gaúcho (12/3)                | 1983, 1984, 1997, 1998, 1999, 2002, 2003, 2017, 2019, 2020, 2021, 2023 | 2000, 2001, 2018 |
| Campeonato Brasileño de Fútbol Femenino | 0                                                                      |                  |